# Хансен, Чай
Чай Хансен (род. Сурачай Ромруен, 8 февраля 1989) — австралийско-тайский актёр. Наиболее известен своими ролями Обезьяны в Новых легендах обезьяны, Зака в "Тайны острова Мако", Илиана в Сотне и Джордана Кайла в Сумеречных охотниках.

## Биография
Чай Ромруен родился 8 февраля 1989 года на острове Самуи, Таиланд. Его отец Суперрут Ромруен родом из Таиланда, мать Сандра Хансен — из Австралии. Когда Чаю было 7 лет, он вместе с мамой и сестрой Сарой Ромруен эмигрировал в Австралию, где получил высшее образование.
Ранее в своей карьере он использовал фамилию своего отца — Ромруэн. Он перешел на фамилию своей матери "Хансен" в 2016 году. Впервые с измененной фамилией он появился в сериале "Сотня".

## Фильмография
| Год       | Название                   | Роль          | Примечание                      |
| --------- | -------------------------- | ------------- | ------------------------------- |
| 2012      | Цирк мёртвой Луны          | Шон Маккомб   | Фильм                           |
| 2013      | Цирк мёртвой Луны Часть 2  | Шон Маккомб   | Фильм                           |
| 2013      | Pavlomance                 | Зак           | Короткий                        |
| 2013      | Вращающаяся дверь          | Кухонная Рука | Короткий                        |
| 2013-2016 | Тайны острова Мако         | Зак Блейкли   | Главная (Сезон 1-3)             |
| 2017      | Сотня                      | Илиан         | Повторяющейся (Сезон 4)         |
| 2018      | Новые легенды царя обезьян | Царь обезьян  | Главная (Сезон 1,2)             |
| 2018      | Толще воды                 | Иван          | Фильм                           |
| 2018-2019 | Сумеречные охотники        | Джордан Кайл  | Повторяющейся (Сезон 3)         |
| 2019      | Мы были завтра             | Ноа Ривз      | Предстоящая Серия Пост-Продакшн |

## Внешние ссылки
Чай Хансен в Твиттер
Чай Хансен в социальной сети Инстаграм
Чай Хансен в социальной сети Вконтакте